# 穆希夫齊
48°57′1″N 28°47′9″E / 48.95028°N 28.78583°E
穆希夫齊（烏克蘭語：Мухівці），是烏克蘭西南部的村莊，隸屬文尼察州的文尼察區。該村面積0.49平方公里，海拔高度270米，2022年人口1,044，人口密度每平方公里3,082.3人。